# ایچیرو ایتانو
ایچیرو ایتانو (انگلیسی: Ichirō Itano; ۱۱ مارس ۱۹۵۹ – ) پویانما، director، تهیه‌کننده اهل ژاپن بود.